# 거턴 칼리지
거튼 칼리지(Girton College)는 1869년 10월 15일 영국에 설립된 영국 최초의 여자 대학교이다. 1870년 런던에 유니버시티칼리지가 1873년 케임브리지로 이전하여 거튼칼리지로 개칭하며 개설되었다.
캠브리지 대학교거튼 칼리지는 세라 데이비스에 의해 영국에서 최초로 설립된 여성전료제 칼리지로서 19세기에서 20세기 초에 걸쳐 여성교육에 크게 기여하였으며, 현재는 남녀공학이다.

## 같이 보기
- 분류:케임브리지 대학교 거턴 칼리지 동문
- 분류:케임브리지 대학교 거턴 칼리지 교수